# John Wiley & Sons
John Wiley & Sons, Inc. (ou Wiley) est une maison d'édition américaine fondée en 1807 et présente à l'international, spécialisée dans la publication de revues scientifiques, d'ouvrages techniques, universitaires et encyclopédiques. Elle développe également des outils liés à l'éducation à travers des plateformes numériques.
Indépendante, Wiley génère un chiffre d'affaires de près de deux milliards de dollars en 2012, essentiellement aux États-Unis.
Cotée entre autres au NYSE, Wiley est réputée pour sa collection For Dummies (en français : Pour les nuls) adaptée dans le monde entier et sa collection de guides touristiques Frommer's.

## Historique
Wiley est fondée en 1807 lorsque Charles Wiley, le père de John Wiley, ouvre une imprimerie à Manhattan. En 1838, Wiley s'associe avec George Palmer Putnam. Wiley est la plus ancienne entreprise d'édition indépendante américaine encore en activité. Elle publie plusieurs grandes figures littéraires américaines au XIXe siècle comme James Fenimore Cooper, Washington Irving, Herman Melville et Edgar Allan Poe, en plus de publications juridiques, religieuses ou documentaires. Après 1867, Wiley abandonne la publication de titres littéraires pour se concentrer sur le domaine scientifique, technique et de l'ingénierie. La société est renommée « John Wiley & Sons » en 1876, lorsque le second fils de John Wiley, William H. Wiley, s'associe à son frère Charles pour poursuivre l'œuvre de leur père. Depuis la création des prix Nobel en 1901, Wiley et ses filiales publient les travaux de plus de 350 lauréats, couvrant toutes les disciplines récompensées.
En novembre 2006, John Wiley & Sons fait l'acquisition de Blackwell Publishing. La fusion est effective en février 2007, à un prix d'achat de 572 millions de livres sterling.
Wiley est actuellement dirigée par un conseil d'administration indépendant et les descendants de Charles Wiley y siègent encore.

### Identité visuelle (logotype)

Logo de Wiley
Jusqu'en 2013.
Depuis 2013.